# The Masquerade Ball
The Masquerade Ball è l'ottavo album della band speed metal/power metal del chitarrista tedesco Axel Rudi Pell. Pubblicato nel 2000, è il primo disco del gruppo a vedere la partecipazione del batterista Mike Terrana.

## Tracce
1. "The Arrival" (Intro)
2. "Earls of Black"
3. "Voodoo Nights"
4. "Night and Rain"
5. "The Masquerade Ball"
6. "Tear Down the Walls"
7. "The Line"
8. "Hot Wheels"
9. "The Temple of the Holy"
10. "July Morning"

## Formazione
- Johnny Gioeli - voce
- Axel Rudi Pell - chitarra
- Volker Krawczak - basso
- Ferdy Doernberg - tastiera
- Mike Terrana - batteria